# قائميه (كازرون)
قائميه (بالفارسية: قائمیه) هي مدينة تقع في إيران في Chenar Shahijan District. يقدر عدد سكانها بـ 23,734 نسمة .